# Калсуэни (река)
Калсуэ́ни (порт. Rio Calçoene) — река в муниципалитете Калсуэни на севере штата Амапа, Бразилия. Длина 160 км.
Начинается на склонах возвышенности Серра-Ломбарда и течёт на северо-восток, впадая в Атлантический океан. Имеет небольшой, извилистым эстуарий.
Реку впервые исследовал француз Жорж Бруссо. Он же нанёс на карты два её крупнейших притока р. Большой Игуарапе и Малый Игуарапе. Первый впадает в верхнем течении, второй — почти в эстуарии, у одноимённой деревни. В конце 19 века по реке предполагалось установить франко-бразильскую границу (см. Франко-бразильский территориальный спор).